# Арарат (село)
Арарат — село в Армении, в области Арарат, на Араратской равнине. На 2008 год население села составляет 7750 человек, село является одним из крупнейших сёл Армении.

## Население
В 1831 году в Давалу проживало 28 мусульман и 633 армян, переселенных из Персии.
По данным «Сборника сведений о Кавказе» за 1880 год в селе Давалу Эриванского уезда по сведениям 1873 года было 217 армянских, 24 курдских и 19 азербайджанских дворов, проживало 1760 армян григорианского вероисповедания, 207 азербайджанцев (указаны как «татары»), которые были шиитами, и 209 курдов, которые были суннитами.
| Год  | Численность | Численность |
| ---- | ----------- | ----------- |
| 1831 | 661         | [ 7 ]       |
| 1873 | 2176        | [ 7 ]       |
| 1897 | 3367        | [ 7 ]       |
| 1926 | 1894        | [ 7 ]       |
| 1939 | 2515        | [ 7 ]       |
| 1959 | 4240        | [ 7 ]       |
| 1970 | 5625        | [ 7 ]       |
| 1979 | 6227        | [ 7 ]       |
| 2001 | 6974        | [ 7 ]       |
| 2011 | 7609        | [ 8 ]       |

## Знаменитые уроженцы и жители
- Аракелов, Арам Согомонович — подполковник Российской империи, командир Армянского национального полка в 1918 году.

## Галерея

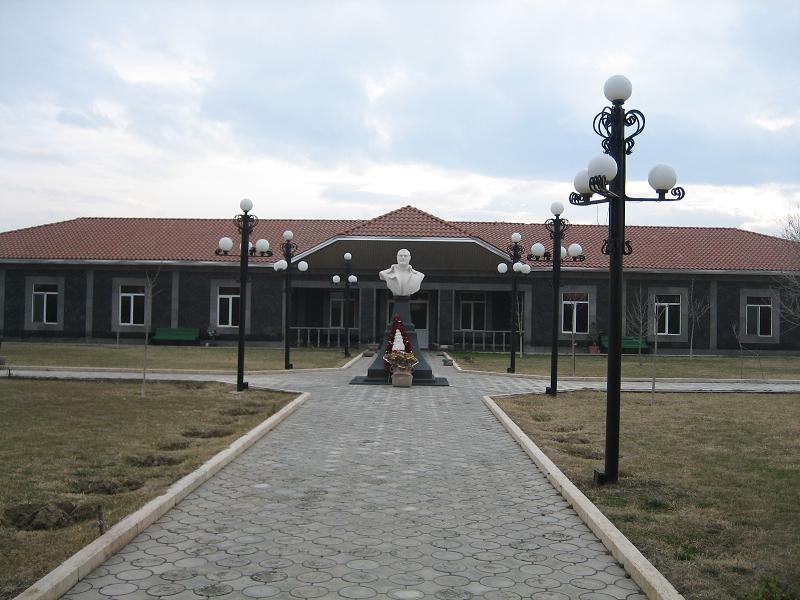
Дом-музей имени Вазгена Саркисяна в селе Арарат
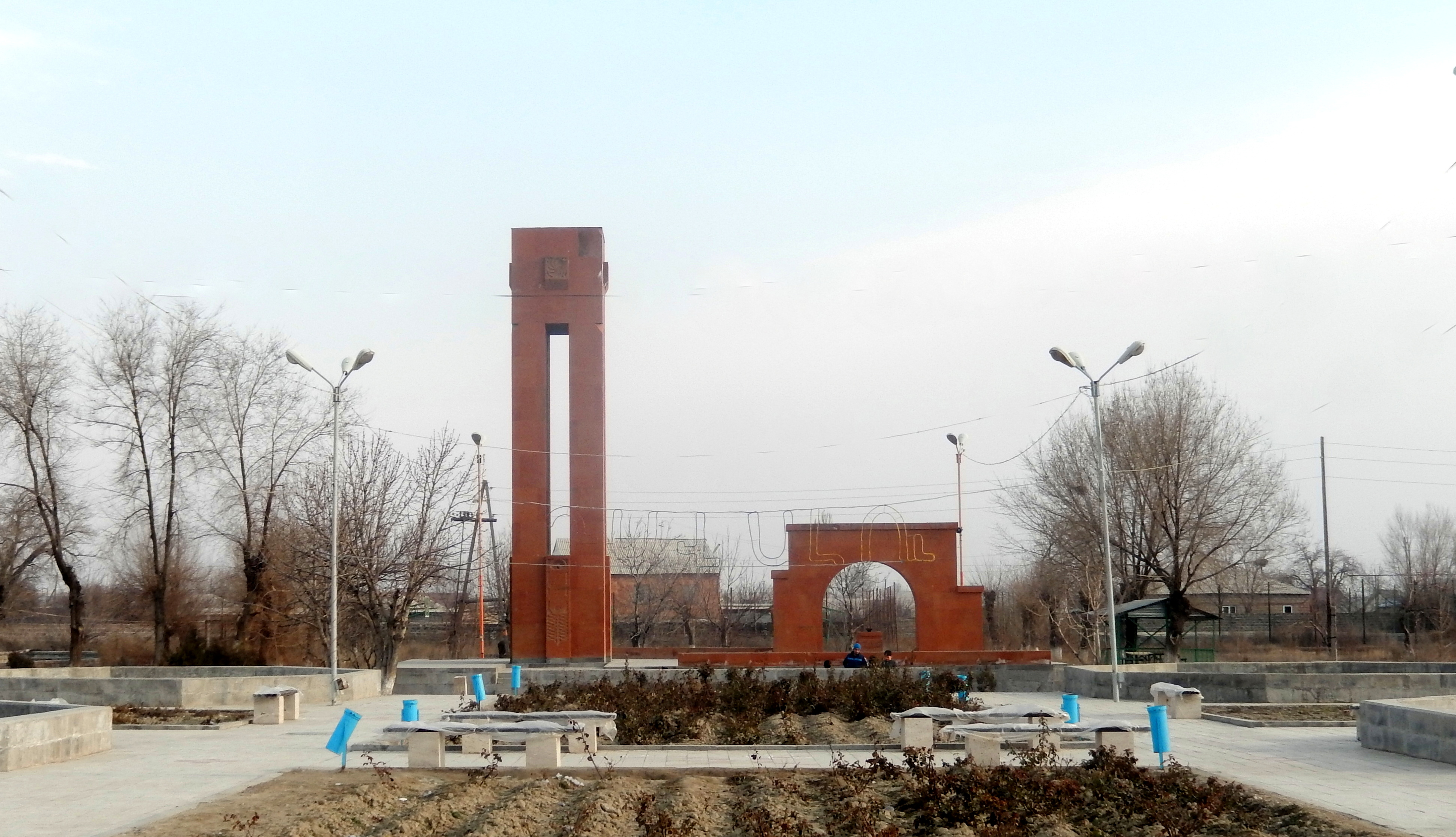
Мемориал погибшим в Великой Отечественной войне
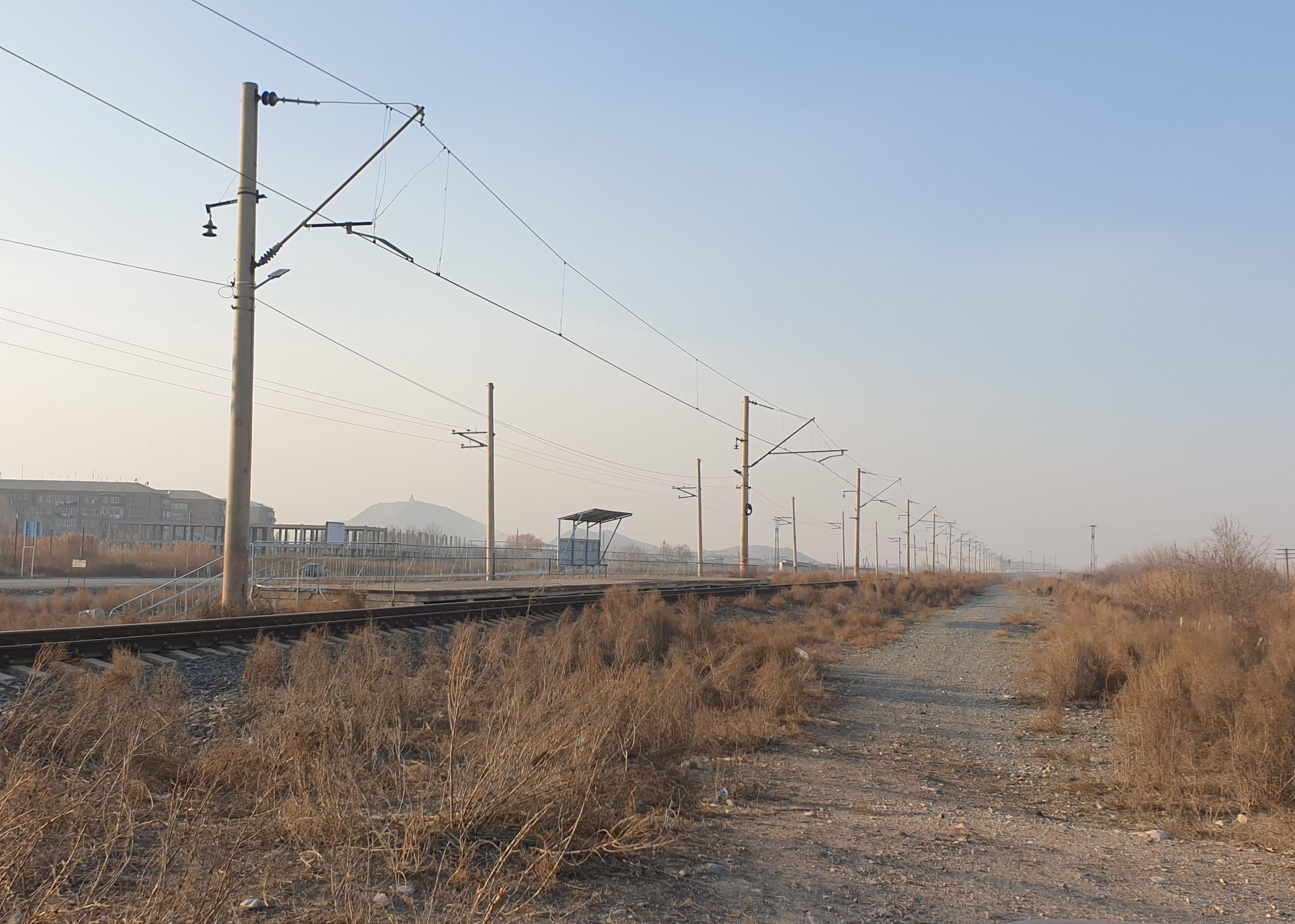
Станция Зод